# رادمیلوویچ
رادمیلوویچ (به صربی: Radmilović) یک منطقهٔ مسکونی در صربستان است که در کنیچ واقع شده‌است.